# Sphaerocera chimborazo
Sphaerocera chimborazo är en tvåvingeart som beskrevs av Richards 1965. Sphaerocera chimborazo ingår i släktet Sphaerocera och familjen hoppflugor. Inga underarter finns listade i Catalogue of Life.